# هنادي الجودر
هنادي الجودر شاعرة ومحامية وإعلامية ومستشارة قانونية بحرينية، وُلدت في المحرق بالبحرين. حصلت على الليسانس في الحقوق من جامعة الإمارات العربية المتحدة. كانت أول محاولاتها في كتابة النصوص الأدبية الفصحى والعامية في عام 2001، وقد بدأت في النشر بالعام التالي. لها العديد من الكتابات الشعرية مثل عمود شذى المشاعر بجريدة الأنباء الكويتية، وزاوية أخرى بصحيفة الأيام البحرينية: تهتم هنادى  بشئون الشاعرات وعضوات جمعية الشعر الشعبي. نشرت قصائدها بالعديد من المطبوعات المحلية والخليجية وحصلت على الكثير من الجوائز، ومن بينها جائزة العمل التطوعي المتميز عن التغطيات الإعلامية لأنشطة لجنة الأعمال والأنشطة للشاعرات من جمعية الشعرالشعبي لأعوام 2002 و2003 و2004، وتم تكريمها بالعديد من الفعاليات، كما أنها شاركت بأكثر من أمسية سواء على مستوى البحرين أو بدول الخليج والوطن العربي .